# 中視早安新聞 (1990年代)
《中視早安新聞》，為中國電視公司新聞部製播的晨間新聞節目，於1994年9月至2002年10月間每日早晨06:30至08:30播放。開播時首創以國語、英語、閩南語、客家語四種語言播報，四種語言的平常日主播依序為黃晴雯、王芃之、王美惠、鍾惠文，是當時的創舉。背景中央為緩慢自轉的地球儀。

## 節目概要
《中視早安新聞》共分兩大時段：06:30至07:00標題為《中視早安新聞》，主要報導前一日時事；07:00至08:30標題為《中視早安新聞 國內外新聞》，主要報當天時事與國際時事。

## 擔任主播
- 黃晴雯
- 王芃之
- 王美惠
- 鍾惠文
- 章國珍(1996年9月2日-2002年10月5日)
- 馬雨沛代理主播(1997年9月12日～1997年11月30日）
- 唐德蓉代理主播(2000年11月～2000年12月31日)